# 埃利斯堡 (紐約州)
埃利斯堡（英語：Ellisburg）是一個位於美國紐約州傑佛遜縣的鎮。

## 人口
根據2020年美國人口普查的數據，埃利斯堡的面積為224.32平方千米，當中陸地面積為220.72平方千米，而水域面積為3.60平方千米。當地共有人口3352人，而人口密度為每平方千米15人。